# 南洋理工學院

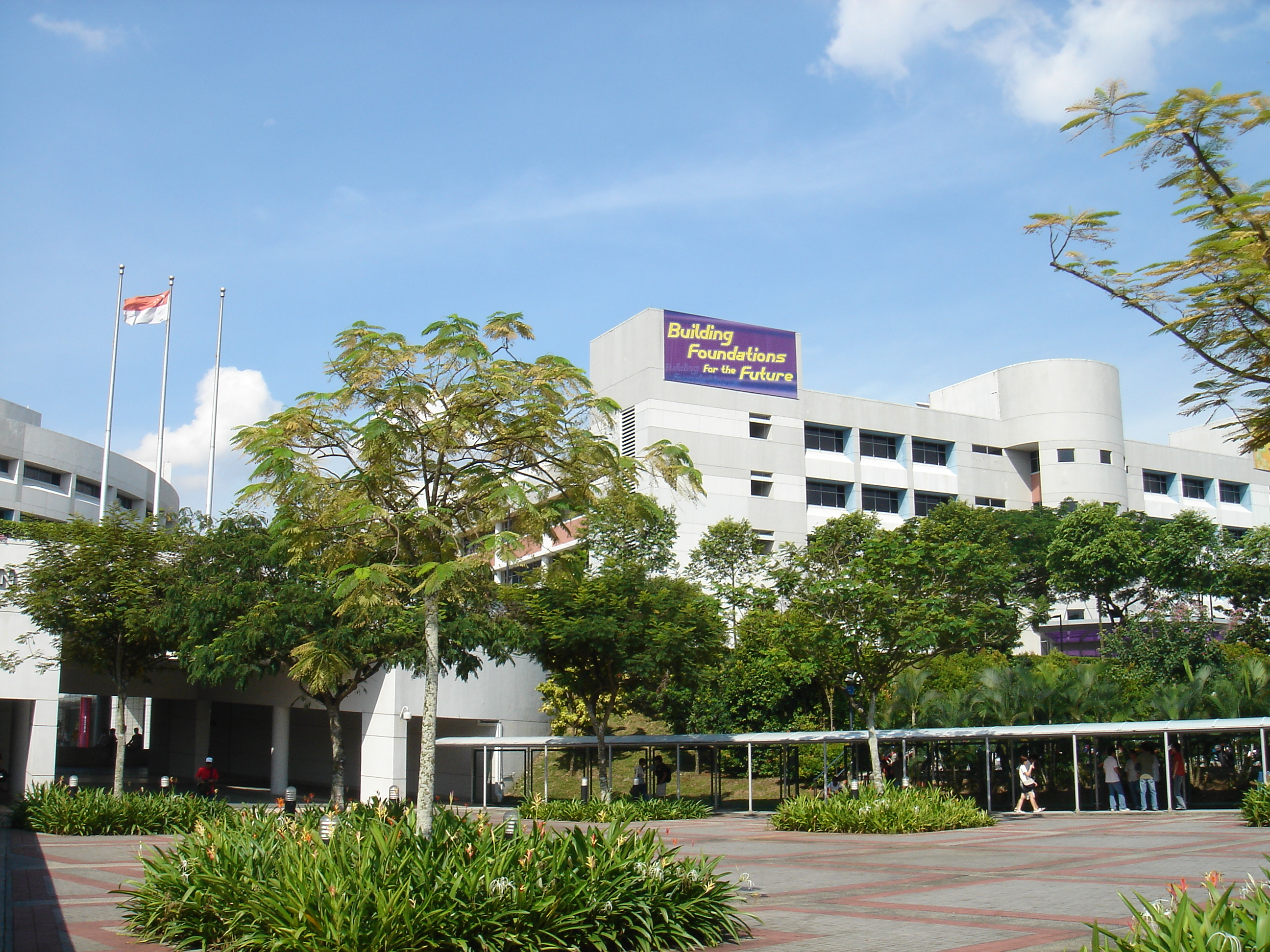
校園

南洋理工學院（英語：Nanyang Polytechnic，縮寫NYP）是新加坡杨厝港靠近楊厝港地鐵站的一所公立政府高等学府，为新加坡教育部下屬機構；成立於1992年4月1日，同年7月第一批學生入學。

## 學院
- 商業管理學院（School of Business Management）
- 化學與生命科學學院（School of Chemical & Life Sciences）
- 設計學院（School Of Design）
- 工程學院（School of Engineering）
- 護理與社會科學學院（School Of Health and Social Sciences）
- 資訊科技學院（School of Information Technology）
- 互動與數碼媒體學院（School Of Interactive & Digital Media）

## 外部連結
- 官方网站
- Official facebook page （页面存档备份，存于）
- Discover NYP
- Webometrics Ranking of World Universities